# National Football League 1992
La stagione NFL 1992 fu la 73ª stagione sportiva della National Football League, la massima lega professionistica statunitense di football americano. La finale del campionato, il Super Bowl XXVII, si disputò il 31 gennaio 1993 al Rose Bowl di Pasadena, in California e si concluse con la vittoria dei Dallas Cowboys sui Buffalo Bills per 52 a 17. La stagione iniziò il 6 settembre 1992 e si concluse con il Pro Bowl 1993 che si tenne il 7 febbraio a Honolulu.

## Modifiche alle regole
- Venne abolito il sistema di instant replay che era in vigore dalla stagione 1986. L'instant replay sarebbe stato poi reintrodotto nella stagione 1999.
- Venne vietato ai giocatori dell'attacco schierati dietro la linea di scrimmage di bloccare i difensori già impegnati da altri blocchi sopra la cintura.

## Stagione regolare
La stagione regolare iniziò il 6 settembre 1992 e terminò il 28 dicembre, si svolse in 17 giornate durante le quali ogni squadra disputò 16 partite. A causa dei danni provocati dall'uragano Andrew, la partita New England Patriots–Miami Dolphins che era stata prevista per il 6 settembre al Joe Robbie Stadium venne posticipata il 18 ottobre, che era la giornata di riposo prevista per entrambe le squadre.

### Risultati della stagione regolare
- V = Vittorie, S = Sconfitte, P = Pareggi, PCT = Percentuale di vittorie, PF = Punti Fatti, PS = Punti Subiti
- La qualificazione ai play-off è indicata in verde (tra parentesi il seed)

| AFC East             |    |    |   |     |     |     |
| Squadra              | V  | S  | P | PCT | PF  | PS  |
| (2) Miami Dolphins   | 11 | 5  | 0 | 688 | 340 | 281 |
| (4) Buffalo Bills    | 11 | 5  | 0 | 688 | 381 | 283 |
| Indianapolis Colts   | 9  | 7  | 0 | 563 | 216 | 302 |
| New York Jets        | 4  | 12 | 0 | 250 | 220 | 315 |
| New England Patriots | 2  | 14 | 0 | 125 | 205 | 363 |

| NFC East                |    |    |   |     |     |     |
| Squadra                 | V  | S  | P | PCT | PF  | PS  |
| (2) Dallas Cowboys      | 13 | 3  | 0 | 813 | 409 | 243 |
| (5) Philadelphia Eagles | 11 | 5  | 0 | 688 | 354 | 245 |
| (6) Washington Redskins | 9  | 7  | 0 | 563 | 300 | 255 |
| New York Giants         | 6  | 10 | 0 | 375 | 306 | 367 |
| Phoenix Cardinals       | 4  | 12 | 0 | 250 | 243 | 332 |

| AFC Central             |    |    |   |     |     |     |
| Squadra                 | V  | S  | P | PCT | PF  | PS  |
| (1) Pittsburgh Steelers | 11 | 5  | 0 | 688 | 299 | 225 |
| (5) Houston Oilers      | 10 | 6  | 0 | 625 | 352 | 258 |
| Cleveland Browns        | 7  | 9  | 0 | 438 | 272 | 275 |
| Cincinnati Bengals      | 5  | 11 | 0 | 313 | 274 | 364 |

| NFC Central           |    |    |   |     |     |     |
| Squadra               | V  | S  | P | PCT | PF  | PS  |
| (3) Minnesota Vikings | 11 | 5  | 0 | 688 | 374 | 249 |
| Green Bay Packers     | 9  | 7  | 0 | 563 | 276 | 296 |
| Tampa Bay Buccaneers  | 5  | 11 | 0 | 313 | 267 | 365 |
| Chicago Bears         | 5  | 11 | 0 | 313 | 295 | 361 |
| Detroit Lions         | 5  | 11 | 0 | 313 | 273 | 332 |

| AFC West               |    |    |   |     |     |     |
| Squadra                | V  | S  | P | PCT | PF  | PS  |
| (3) San Diego Chargers | 11 | 5  | 0 | 688 | 335 | 241 |
| (6) Kansas City Chiefs | 10 | 6  | 0 | 625 | 348 | 282 |
| Denver Broncos         | 8  | 8  | 0 | 500 | 262 | 329 |
| Los Angeles Raiders    | 7  | 9  | 0 | 438 | 249 | 281 |
| Seattle Seahawks       | 2  | 14 | 0 | 125 | 140 | 312 |

| NFC West                |    |    |   |     |     |     |
| Squadra                 | V  | S  | P | PCT | PF  | PS  |
| (1) San Francisco 49ers | 14 | 2  | 0 | 875 | 431 | 236 |
| (4) New Orleans Saints  | 12 | 4  | 0 | 750 | 330 | 202 |
| Atlanta Falcons         | 6  | 10 | 0 | 375 | 327 | 414 |
| Los Angeles Rams        | 6  | 10 | 0 | 375 | 313 | 383 |

## Play-off
I play-off iniziarono con il Wild Card Weekend l'2 e 3 gennaio 1993. I Divisional Playoff si giocarono il 9 e 10 gennaio e i Conference Championship Game il 17 gennaio. Il Super Bowl XXVIII si giocò il 30 gennaio al Rose Bowl di Pasadena.

### Seeding
| Seed | American Football Conference                | National Football Conference              |
| ---- | ------------------------------------------- | ----------------------------------------- |
| 1    | Pittsburgh Steelers (vincitori AFC Central) | San Francisco 49ers (vincitori NFC West)  |
| 2    | Miami Dolphins (vincitori AFC East)         | Dallas Cowboys (vincitori NFC East)       |
| 3    | San Diego Chargers (vincitori AFC West)     | Minnesota Vikings (vincitori NFC Central) |
| 4    | Buffalo Bills                               | New Orleans Saints                        |
| 5    | Houston Oilers                              | Philadelphia Eagles                       |
| 6    | Kansas City Chiefs                          | Washington Redskins                       |

### Incontri
| Wild Card Game | Wild Card Game                  | Wild Card Game                  | Wild Card Game                  |    |               | Divisional Play-off              | Divisional Play-off              | Divisional Play-off              |                                 |                                 | Conference Championship         | Conference Championship | Conference Championship |  |  | Super Bowl XXVII | Super Bowl XXVII | Super Bowl XXVII | Super Bowl XXVII | Super Bowl XXVII |
|                |                                 |                                 |                                 |    |               |                                  |                                  |                                  |                                 |                                 |                                 |                         |                         |  |  |                  |                  |                  |                  |                  |
|                | 3 gennaio - Rich Stadium        | 3 gennaio - Rich Stadium        | 3 gennaio - Rich Stadium        |    |               | 9 gennaio - Three Rivers Stadium | 9 gennaio - Three Rivers Stadium | 9 gennaio - Three Rivers Stadium |                                 |                                 |                                 |                         |                         |  |  |                  |                  |                  |                  |                  |
|                | 3 gennaio - Rich Stadium        | 3 gennaio - Rich Stadium        | 3 gennaio - Rich Stadium        |    |               | 9 gennaio - Three Rivers Stadium | 9 gennaio - Three Rivers Stadium | 9 gennaio - Three Rivers Stadium |                                 |                                 |                                 |                         |                         |  |  |                  |                  |                  |                  |                  |
|                | 3 gennaio - Rich Stadium        | 3 gennaio - Rich Stadium        | 3 gennaio - Rich Stadium        |    |               | 9 gennaio - Three Rivers Stadium | 9 gennaio - Three Rivers Stadium | 9 gennaio - Three Rivers Stadium |                                 |                                 |                                 |                         |                         |  |  |                  |                  |                  |                  |                  |
|                | 3 gennaio - Rich Stadium        | 3 gennaio - Rich Stadium        | 3 gennaio - Rich Stadium        |    |               | 9 gennaio - Three Rivers Stadium | 9 gennaio - Three Rivers Stadium | 9 gennaio - Three Rivers Stadium |                                 |                                 |                                 |                         |                         |  |  |                  |                  |                  |                  |                  |
|                | 5                               | Houston                         | 38                              |    |               | 9 gennaio - Three Rivers Stadium | 9 gennaio - Three Rivers Stadium | 9 gennaio - Three Rivers Stadium |                                 |                                 |                                 |                         |                         |  |  |                  |                  |                  |                  |                  |
|                | 5                               | Houston                         | 38                              | 4  | Buffalo       | 24                               |                                  |                                  |                                 |                                 |                                 |                         |                         |  |  |                  |                  |                  |                  |                  |
|                | 4                               | Buffalo                         | 41                              | 4  | Buffalo       | 24                               |                                  |                                  | 17 gennaio - Joe Robbie Stadium | 17 gennaio - Joe Robbie Stadium | 17 gennaio - Joe Robbie Stadium |                         |                         |  |  |                  |                  |                  |                  |                  |
|                | 4                               | Buffalo                         | 41                              | 1  | Pittsburgh    | 3                                |                                  |                                  | 17 gennaio - Joe Robbie Stadium | 17 gennaio - Joe Robbie Stadium | 17 gennaio - Joe Robbie Stadium |                         |                         |  |  |                  |                  |                  |                  |                  |
|                |                                 |                                 |                                 | 1  | Pittsburgh    | 3                                |                                  |                                  | 17 gennaio - Joe Robbie Stadium | 17 gennaio - Joe Robbie Stadium | 17 gennaio - Joe Robbie Stadium |                         |                         |  |  |                  |                  |                  |                  |                  |
|                |                                 |                                 |                                 |    |               |                                  |                                  |                                  | 17 gennaio - Joe Robbie Stadium | 17 gennaio - Joe Robbie Stadium | 17 gennaio - Joe Robbie Stadium |                         |                         |  |  |                  |                  |                  |                  |                  |
|                | 2 gennaio - Jack Murphy Stadium | 2 gennaio - Jack Murphy Stadium | 2 gennaio - Jack Murphy Stadium | 4  | Buffalo       | 29                               |                                  |                                  |                                 |                                 |                                 |                         |                         |  |  |                  |                  |                  |                  |                  |
|                | 2 gennaio - Jack Murphy Stadium | 2 gennaio - Jack Murphy Stadium | 2 gennaio - Jack Murphy Stadium | 4  | Buffalo       | 29                               | 10 gennaio - Joe Robbie Stadium  |                                  |                                 |                                 |                                 |                         |                         |  |  |                  |                  |                  |                  |                  |
|                | 2 gennaio - Jack Murphy Stadium | 2 gennaio - Jack Murphy Stadium | 2 gennaio - Jack Murphy Stadium |    | 2             | Miami                            | 10                               |                                  |                                 |                                 |                                 |                         |                         |  |  |                  |                  |                  |                  |                  |
|                | 2 gennaio - Jack Murphy Stadium | 2 gennaio - Jack Murphy Stadium | 2 gennaio - Jack Murphy Stadium |    | 2             | Miami                            | 10                               |                                  |                                 |                                 |                                 |                         |                         |  |  |                  |                  |                  |                  |                  |
|                | 6                               | Kansas City                     | 0                               |    |               |                                  |                                  |                                  |                                 |                                 |                                 |                         |                         |  |  |                  |                  |                  |                  |                  |
|                | 6                               | Kansas City                     | 0                               | 3  | San Diego     | 0                                |                                  |                                  |                                 |                                 |                                 |                         |                         |  |  |                  |                  |                  |                  |                  |
|                | 3                               | San Diego                       | 17                              | 3  | San Diego     | 0                                |                                  |                                  | 30 gennaio - Rose Bowl          | 30 gennaio - Rose Bowl          | 30 gennaio - Rose Bowl          |                         |                         |  |  |                  |                  |                  |                  |                  |
|                | 3                               | San Diego                       | 17                              | 2  | Miami         | 31                               |                                  |                                  | 30 gennaio - Rose Bowl          | 30 gennaio - Rose Bowl          | 30 gennaio - Rose Bowl          |                         |                         |  |  |                  |                  |                  |                  |                  |
|                |                                 |                                 |                                 | 2  | Miami         | 31                               |                                  |                                  |                                 | 30 gennaio - Rose Bowl          | 30 gennaio - Rose Bowl          |                         |                         |  |  |                  |                  |                  |                  |                  |
|                |                                 |                                 |                                 |    |               |                                  |                                  |                                  |                                 | 30 gennaio - Rose Bowl          | 30 gennaio - Rose Bowl          |                         |                         |  |  |                  |                  |                  |                  |                  |
|                | 3 gennaio - Louisiana Superdome | 3 gennaio - Louisiana Superdome | 3 gennaio - Louisiana Superdome | A4 | Buffalo       | 17                               |                                  |                                  |                                 |                                 |                                 |                         |                         |  |  |                  |                  |                  |                  |                  |
|                | 3 gennaio - Louisiana Superdome | 3 gennaio - Louisiana Superdome | 3 gennaio - Louisiana Superdome | A4 | Buffalo       | 17                               | 10 gennaio - Texas Stadium       |                                  |                                 |                                 |                                 |                         |                         |  |  |                  |                  |                  |                  |                  |
|                | 3 gennaio - Louisiana Superdome | 3 gennaio - Louisiana Superdome | 3 gennaio - Louisiana Superdome |    | N2            | Dallas                           | 52                               |                                  |                                 |                                 |                                 |                         |                         |  |  |                  |                  |                  |                  |                  |
|                | 3 gennaio - Louisiana Superdome | 3 gennaio - Louisiana Superdome | 3 gennaio - Louisiana Superdome |    | N2            | Dallas                           | 52                               |                                  |                                 |                                 |                                 |                         |                         |  |  |                  |                  |                  |                  |                  |
|                | 5                               | Philadelphia                    | 36                              |    |               |                                  |                                  |                                  |                                 |                                 |                                 |                         |                         |  |  |                  |                  |                  |                  |                  |
|                | 5                               | Philadelphia                    | 36                              | 5  | Philadelphia  | 10                               |                                  |                                  |                                 |                                 |                                 |                         |                         |  |  |                  |                  |                  |                  |                  |
|                | 4                               | New Orleans                     | 20                              | 5  | Philadelphia  | 10                               |                                  |                                  | 17 gennaio - Candlestick Park   | 17 gennaio - Candlestick Park   | 17 gennaio - Candlestick Park   |                         |                         |  |  |                  |                  |                  |                  |                  |
|                | 4                               | New Orleans                     | 20                              | 2  | Dallas        | 34                               |                                  |                                  | 17 gennaio - Candlestick Park   | 17 gennaio - Candlestick Park   | 17 gennaio - Candlestick Park   |                         |                         |  |  |                  |                  |                  |                  |                  |
|                |                                 |                                 |                                 | 2  | Dallas        | 34                               |                                  |                                  | 17 gennaio - Candlestick Park   | 17 gennaio - Candlestick Park   | 17 gennaio - Candlestick Park   |                         |                         |  |  |                  |                  |                  |                  |                  |
|                |                                 |                                 |                                 |    |               |                                  |                                  |                                  | 17 gennaio - Candlestick Park   | 17 gennaio - Candlestick Park   | 17 gennaio - Candlestick Park   |                         |                         |  |  |                  |                  |                  |                  |                  |
|                | 2 gennaio - Metrodome           | 2 gennaio - Metrodome           | 2 gennaio - Metrodome           | 2  | Dallas        | 30                               |                                  |                                  |                                 |                                 |                                 |                         |                         |  |  |                  |                  |                  |                  |                  |
|                | 2 gennaio - Metrodome           | 2 gennaio - Metrodome           | 2 gennaio - Metrodome           | 2  | Dallas        | 30                               | 9 gennaio - Candlestick Park     |                                  |                                 |                                 |                                 |                         |                         |  |  |                  |                  |                  |                  |                  |
|                | 2 gennaio - Metrodome           | 2 gennaio - Metrodome           | 2 gennaio - Metrodome           |    | 1             | San Francisco                    | 20                               |                                  |                                 |                                 |                                 |                         |                         |  |  |                  |                  |                  |                  |                  |
|                | 2 gennaio - Metrodome           | 2 gennaio - Metrodome           | 2 gennaio - Metrodome           |    | 1             | San Francisco                    | 20                               |                                  |                                 |                                 |                                 |                         |                         |  |  |                  |                  |                  |                  |                  |
|                | 6                               | Washington                      | 24                              |    |               |                                  |                                  |                                  |                                 |                                 |                                 |                         |                         |  |  |                  |                  |                  |                  |                  |
|                | 6                               | Washington                      | 24                              | 6  | Washington    | 13                               |                                  |                                  |                                 |                                 |                                 |                         |                         |  |  |                  |                  |                  |                  |                  |
|                | 3                               | Minnesota                       | 7                               | 6  | Washington    | 13                               |                                  |                                  |                                 |                                 |                                 |                         |                         |  |  |                  |                  |                  |                  |                  |
|                | 3                               | Minnesota                       | 7                               | 1  | San Francisco | 20                               |                                  |                                  |                                 |                                 |                                 |                         |                         |  |  |                  |                  |                  |                  |                  |

### Vincitore
| Vincitori del Super Bowl XXVII Dallas Cowboys 3º titolo |

## Premi individuali
| MVP della NFL                 | Steve Young, quarterback, San Francisco   |
| Allenatore dell'anno          | Bill Cowher, Pittsburgh                   |
| Giocatore offensivo dell'anno | Steve Young, Quarterback, San Francisco   |
| Difensore dell'anno           | Cortez Kennedy, Defensive tackle, Seattle |
| Rookie offensivo dell'anno    | Carl Pickens, Wide Receiver, Cincinnati   |
| Rookie difensivo dell'anno    | Dale Carter, Cornerback, Kansas City      |